# Spargania veronica
Spargania veronica là một loài bướm đêm trong họ Geometridae.